# تپه کلک بابا بهرام
تپه کلک بابا بهرام مربوط به سده‌های میانه دوران‌های تاریخی پس از اسلام است و در شهرستان پل‌دختر، بخش مرکزی، دهستان ملاوی، ۲۰۰ متری جنوب شرق روستای بابا بهرام واقع شده و این اثر در تاریخ ۲۲ آبان ۱۳۸۶ با شمارهٔ ثبت ۲۰۱۱۲ به‌عنوان یکی از آثار ملی ایران به ثبت رسیده است.